# Armin (film)
Armin – chorwacko-bośniacko-niemiecki film fabularny z roku 2007 w reżyserii Ognjena Sviličicia. Film został wyselekcjonowany jako chorwacki kandydat do nagrody Amerykańskiej Akademii Filmowej dla najlepszego filmu nieanglojęzycznego.

## Opis fabuły
Ibro wraz ze swoim synem Arminem podróżuje z małej wsi w Bośni do Zagrzebia. Marzy o tym, aby jego syn wziął udział w castingu i wystąpił w kręconym przez Niemców filmie o wojnie w Bośni. Awaria autobusu, którym jadą do Zagrzebia sprawia, że spóźniają się na casting. Ibro przekonuje reżysera filmu, aby dał jeszcze jedną szansę Arminowi, ale okazuje się, że chłopiec w filmie ma być młodszy od Armina. Chłopiec jest załamany i dostaje ataku padaczki. Ojciec decyduje się wrócić z nim do rodzinnej wsi.
Premiera filmu odbyła się 9 lutego 2007 na Międzynarodowym Festiwalu Filmowym w Berlinie.

## Obsada
- Emir Hadžihafizbegović jako Ibro
- Armin Omerović jako Armin
- Jens Münchow jako Ulrich
- Marie Bäumer jako Gudrun
- Barbara Prpić jako Martina
- Orhan Güner jako Arpad
- Borko Perić jako Zoki
- Boris Svrtan jako Perić
- Daria Lorenci jako Aida
- Senad Bašić jako sąsiad
- Ivana Bolanca

## Nagrody
- 2007: Międzynarodowy Festiwal Filmowy w Durbanie
  - nagroda za rolę męską (Emir Hadžihafizbegović)
- 2007: Międzynarodowy Festiwal Filmowy w Karlowych Warach
  - nagroda East of West
- 2007: Międzynarodowy Festiwal Filmowy Festroia
  - Srebrny Delfin za scenariusz
- 2007: Festiwal Filmowy w Puli
  - Golden Arena za rolę męską (Emir Hadžihafizbegović)
  - Golden Arena za najlepszy scenariusz
- 2008: Międzynarodowy Festiwal Filmowy w Palm Springs
  - nagroda FIPRESCI dla najlepszego filmu nieanglojęzycznego